# Богонос (Јаши)
Богонос (рум. Bogonos) насеље је у Румунији у округу Јаши у општини Лецкани. Oпштина се налази на надморској висини од 78 m.

## Становништво
Према подацима из 2002. године у насељу је живело 669 становника, од којих су сви румунске националности.